# 苏灵扬
苏灵扬（1914年—1989年），原名苏美玉，女，江苏常熟人，中国社会活动家、教育工作者，曾任中国教育学会常务理事。

## 家庭
丈夫周扬，女儿周密。